# Lya Ímber de Coronil
Lya Ímber de Coronil (Odessa, Ucrania; 17 de marzo de 1914-Caracas, Venezuela el 13 de septiembre de 1981) fue una destacada médica pediatra venezolana de origen judío. Vicepresidenta de la UNICEF siendo la primera mujer en obtener un título médico en Venezuela y fundar una sociedad médica. Fue fundadora de la Sociedad Venezolana de Puericultura y Pediatría y de la Liga Venezolana de Higiene Mental.

## Biografía
Sus padres, Naúm Imber y Ana Barú, salieron de Soroca (Moldavia) junto a Lya, que para ese momento ya tenía 16 años, y su hermana Sofía, para emigrar a Venezuela. Estudió en la Universidad Central de Venezuela, especializándose en pediatría y puericultura. Ella no era solamente la única mujer en una promoción de 82 varones, sino que llegó a ser la primera mujer en graduarse como médica en el país. 
Fue la primera mujer en inscribirse y graduarse en la carrera de medicina en Venezuela.
Fue directora del Hospital de Niños J. M. de los Ríos en los años 50, así como miembro del Comité Directivo de la UNICEF entre 1972 y 1974 y la primera mujer miembro de la Junta Directiva de un Colegio de Médicos en Venezuela, en 1941. Fue la primera mujer electa a la Academia Nacional de Medicina de Venezuela, en 1981.
Su esposo, Fernando Rubén Coronil fue también un destacado clínico, cirujano, científico escritor e investigador por quien la Fundación Curiel instituyó el premio Fernando Rubén Coronil.

## Trabajos publicados
Publicó varios trabajos sobre su especialidad, los más destacados son:
- Tratamiento de la Bilharziosis (1954)
- Evolución de la Puericultura y Pediatría en Venezuela desde 1926 hasta 1955
- Encefalitis Post- vaccinal (en colaboración con otros doctores)
- Estudio de Algunos Casos de Anemia en la Infancia (1947)
- El problema de la Rehospitalización y Algunos Problemas de la Asistencia Hospitalaria del Niño
- La Salud Mental de los Hijos (en conjunto con otros doctores)
- Mi Cuaderno de Puericultura (1978)
- Recopilación de sus Artículos de Divulgación (1959)
- Artículos científicos en el diario El Nacional (1980)
  - Hambre en Venezuela
  - Niños Tranquilos
  - Leche Materna